# Нукниц

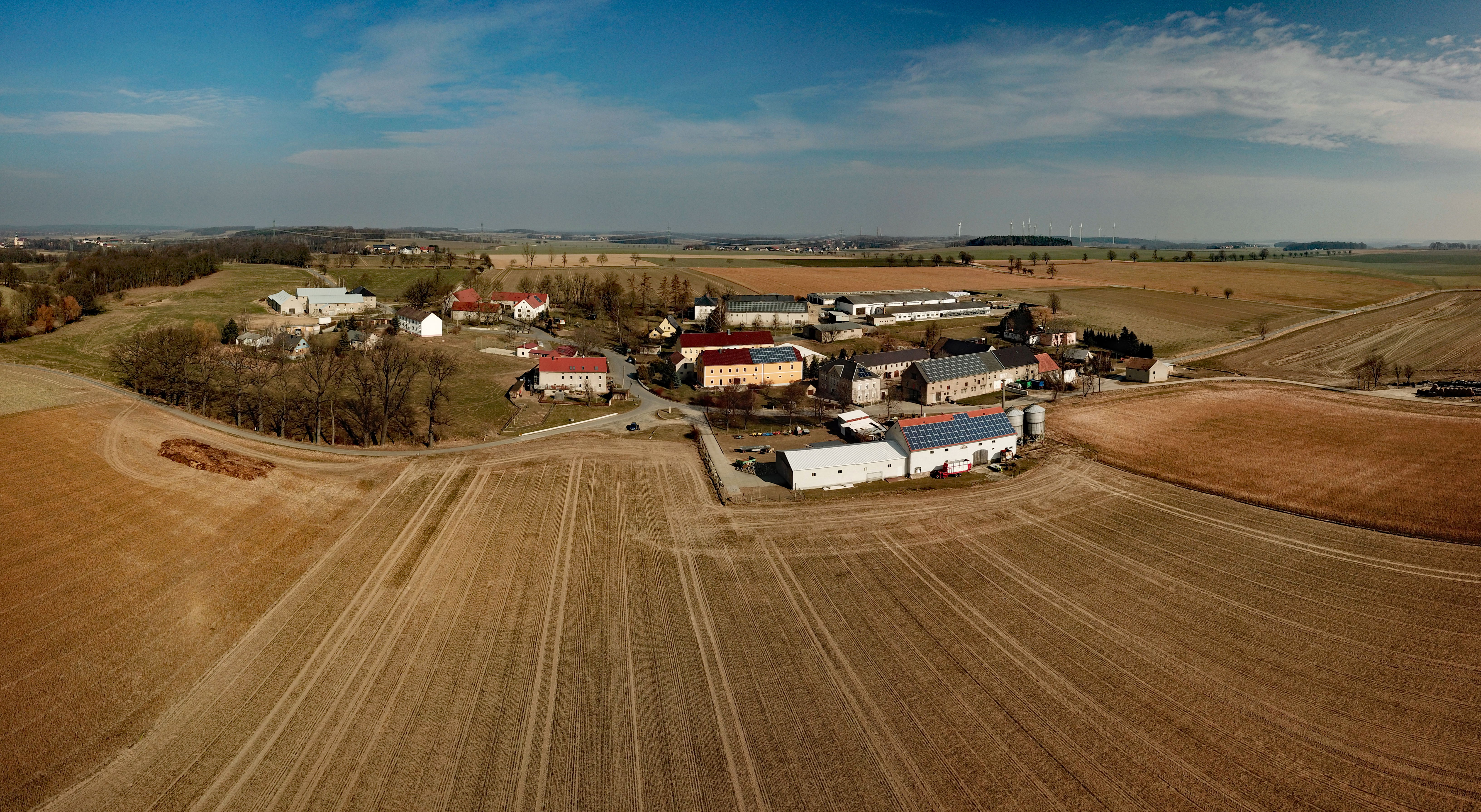

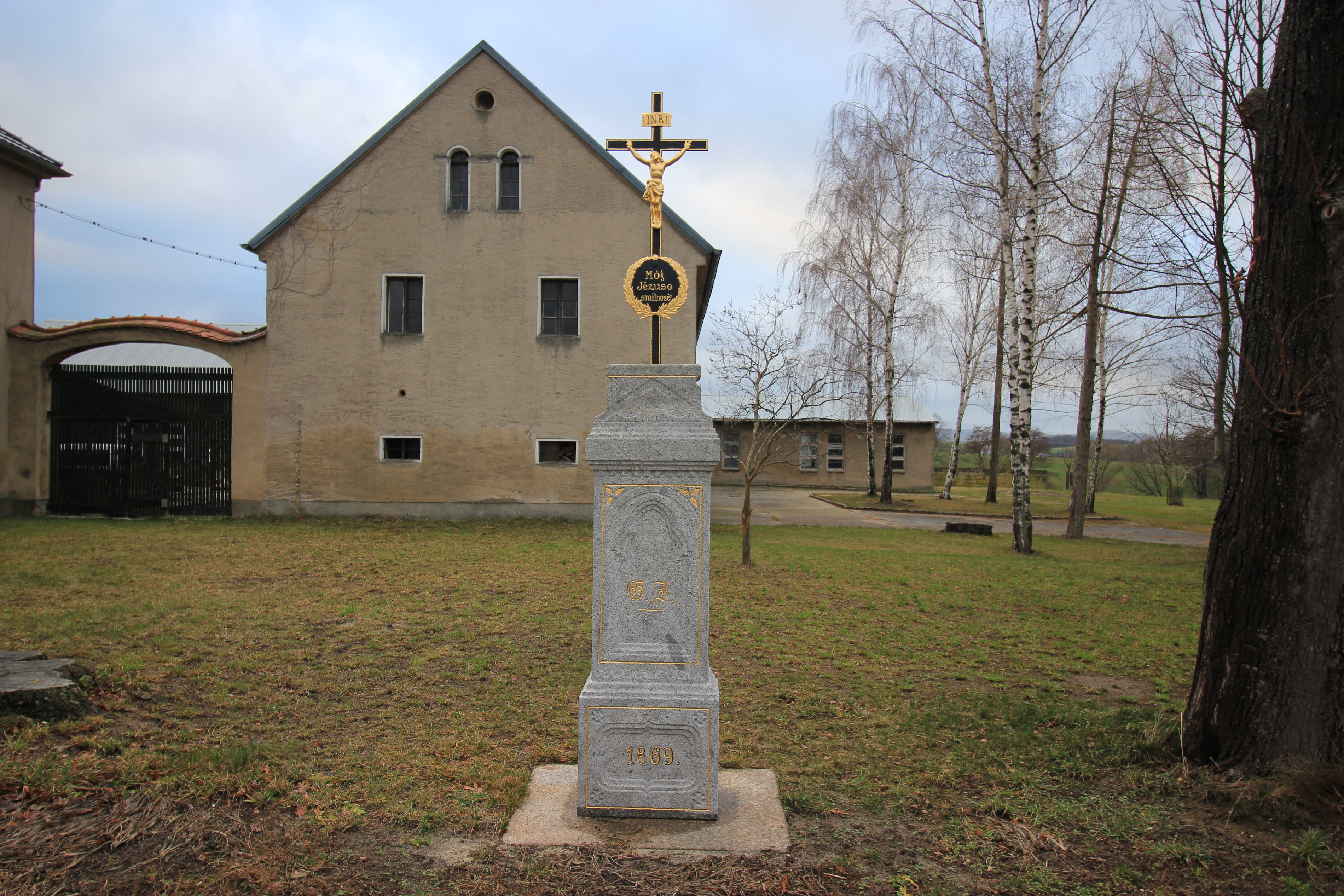

Ну́книц или Ну́кница (нем. Nucknitz; в.-луж. Nuknicaо файле) — деревня в Верхней Лужице, Германия. Входит в состав коммуны Кроствиц района Баутцен в земле Саксония. Подчиняется административному округу Дрезден.

## География
Находится на правом берегу реки Саткула (Клайнхенхенер-Вассер) примерно в двух километрах юго-восточнее от административного центра коммуны деревни Кроствиц. На севере от деревни проходит автомобильная дорога К 9230.
Соседние населённые пункты: на севере — деревня Правочицы, на востоке — деревня Бачонь коммуны Гёда, на юго-востоке — деревня Поздецы, на юго-западе — деревня Лейно коммуны Паншвиц-Кукау и на западе — деревня Копшин.

## История
Впервые упоминается в 1512 году под наименованием Nuckewitz.
С 1974 года входит в состав современной коммуны Кроствиц.
В настоящее время деревня входит в состав культурно-территориальной автономии «Лужицкая поселенческая область», на территории которой действуют законодательные акты земель Саксонии и Бранденбурга, содействующие сохранению лужицких языков и культуры лужичан.
Исторические немецкие наименования
- Nuckewitz, 1512
- zur Nuck, 1528
- zum Forberge, 1546
- Forberg, 1580
- Farbrig, 1614
- Nuckniz, 1768

## Население
Официальным языком в населённом пункте, помимо немецкого, является также верхнелужицкий язык.
Согласно статистическому сочинению «Dodawki k statisticy a etnografiji łužickich Serbow» Арношта Муки в 1884 году в деревне проживало 90 человек (из них — 90 серболужичан (100 %)).
Лужицкий демограф Арношт Черник в своём сочинении «Die Entwicklung der sorbischen Bevölkerung» указывает, что в 1956 году при общей численности в 220 человек серболужицкое население деревни составляло 69,1 % (из них верхнелужицким языком владело 110 взрослых и 42 несовершеннолетних).
| 1834 | 1871 | 1890 | 1910 | 1925 | 1939 | 1946 | 1950 | 1964 | 2005 | 2010 | 2015 | 2018 |
| ---- | ---- | ---- | ---- | ---- | ---- | ---- | ---- | ---- | ---- | ---- | ---- | ---- |
| 73   | 79   | 77   | 148  | 168  | 152  | 176  | 211  | 158  | 61   | 59   | 57   | 56   |